# Ki-67 (białko)

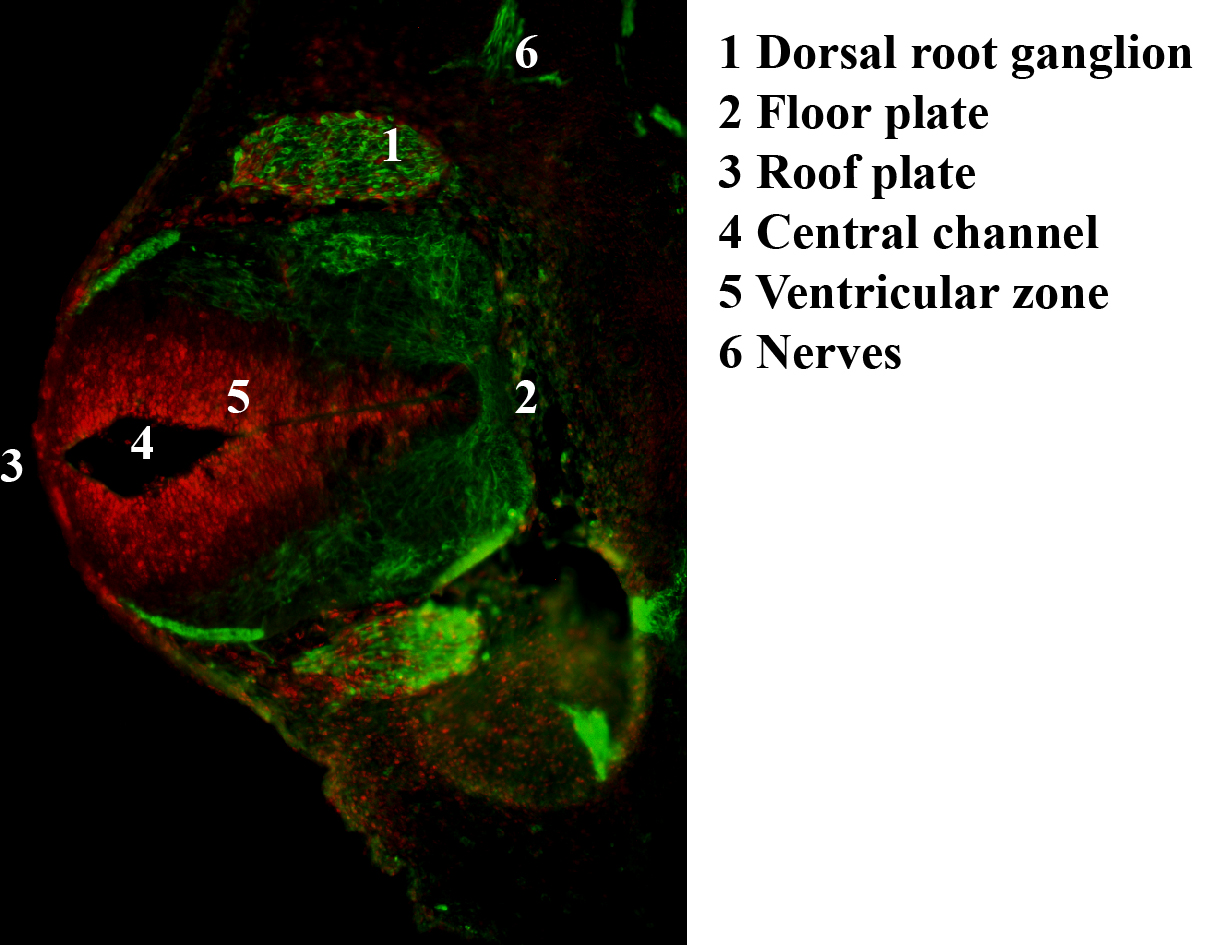
Badanie immunohistochemiczne mysiego zarodka 12,5 dni po zapłodnieniu z przeciwciałami przeciwko neurofilamentom (zielone) i przeciwciałami przeciwko antygenowi Ki-67 (czerwone) pokazuje wzmożoną proliferację komórek wokół tworzącej się pierwotnej cewy nerwowej.

Antygen Ki-67 – białko, marker komórkowej proliferacji. W czasie interfazy można wykazać obecność antygenu Ki-67 w jądrze komórkowym, szczególnie w jąderkach.  W czasie mitozy Ki-67 stwierdzany jest na powierzchni chromosomów, jest jednym z białek wchodzącym w skład warstwy perichromosomalnej. Ki-67 jest obecny w komórce podczas wszystkich faz czynnych cyklu komórkowego (G1, S, G2 i mitoza), i niewykrywalny w fazie G0. Ki-67 uważany jest za dobry wskaźnik indeksu mitotycznego komórek i frakcji dzielących się komórek. Indeks Ki-67 często koreluje z przebiegiem choroby nowotworowej, zwłaszcza raka prostaty i raka sutka, i ma dużą wartość prognostyczną w tych chorobach.
Ki-67 pierwotnie wykryto przy pomocy przeciwciał monoklonalnych Ki-67, uzyskanych po immunizacji myszy jądrami komórkowymi linii komórkowej chłoniaka Hodgkina L428. Nazwa antygenu pochodzi od miejscowości w której znajdowało się laboratorium w którym przeprowadzano badania (Kiel czyli Kilonii) i numeru studzienki na płytce (każda posiada ich 96).